# Lokalsatz in der spanischen Sprache
Unter einem Ortssatz oder Lokalsatz, oración local versteht man in der Grammatik eine spezielle Form eines adverbialen Nebensatz (Protasis), oración subordinada adverbial. Als Lokalsätze gelten die Nebensätze, die im Hauptsatz die syntaktische Funktion einer Adverbialbestimmung für eine Richtung, eines Ortes oder auch eines Erstreckungsbereichs (Ausdehnung) des im Hauptsatz bezeichneten Tatbestandes, Sachverhaltes einnehmen. – Beispiel:
```
 Der 
Kahn
 trieb, wohin ihn der Wind trieb.
```

## Erläuterung
Ein zusammengesetzter Satz mit einer subordinativen Verknüpfung führt zu einem Satzgefüge. Allgemein finden sich hierbei drei Arten:
- die Subordination mit Substantiv-Funktion, subordinadas sustantivas;
- die Subordination mit Adjektiv-Funktion, subordinadas adjetivas;
- die Subordination mit Adverbial-Funktion, subordinadas adverbiales.

Der Bedingungs- oder Konditionalsatz, oración condicional zählt zu der letzteren Klasse.
Die adverbiale Nebensätze wiederum lassen sich in zwei Gruppen einteilen. Bei der Unterscheidung zwischen den beiden Gruppen lässt sich für die erste Gruppe feststellen, dass die Nebensätze sich durch Adverbien der Zeit, des Ortes oder der Art und Weise ersetzen lassen. Hier ein Beispiel für einen Temporalsatz, oración temporal:
```
 
La fiesta acabó cuando se hizo de noche.

 
La fiesta acabó entonces.
```

Oder für den Lokalsatz, oración local:
```
 
Iré donde quieras.

 
Iré allí
```

Oder für den Modalsatz, oración modal:
```
 
Hazlo como te dije.

 
Hazlo así.
```

Demgegenüber dies in der zweiten Gruppe nicht möglich ist.
- eigenständige, untergeordnete adverbiale Nebensätze, oraciones subordinadas adverbiales propias. Diese sind der Temporalsatz, oración temporal, der Lokalsatz, oración local und der Modalsatz, oración modal. – Beispiele:

```
Le escribiré 
cuando
 quieras.
 
Ihn ich werde schreiben wenn du möchtest.
 
Futuro simple de indicativo
 + 
Presente de subjuntivo

Le esperaré 
donde
 quieras.
 
Ihn ich werde erwarten wo du möchtest.
 Futuro simple de indicativo + Presente de subjuntivo

Le mimaré 
como
 quieras.
 
Ihn ich werde verwöhnen wie möchtest.
 Futuro simple de indicativo + Presente de subjuntivo
```

- uneigenständige, untergeordnete adverbiale Nebensätze, oraciones subordinadas adverbiales impropias. Diese sind der Kausalsatz, oración causal, der Konsekutivsatz, oración consecutiva, der Konzessivsatz, oración concesiva, der Konditionalsatz, oración condicional, der Finalsatz, oración final und der Komparativsatz, oración comparativa.[3] – Beispiele:

```
La quiere 
porque
 es simpática.
 
Sie er mag, weil sie ist sympathisch.

Nieva 
tanto que
 no saldremos.
 
Es schneit soviel, dass nicht wir rausgehen.

Te aprobaré 
aunque
 no conduzcas.
 
Dir ich werde genehmigen obwohl nicht du autofährst.

Si
 vienes, te invito a desayunar.
 
Wenn du kommst, dich ich einlade zum frühstücken.

Lo hago 
para que
 nades.
 
Ich tue es damit du schwimmest.

Miente 
más que
 habla.
 
Er lügt mehr als spricht.
```

Ein Lokalsatz bestimmt einen Ort, eine Lokalität steht also für die Umstandsbestimmung des Ortes er versprachlicht Ereignissorte und Richtungsbestimmungen und gibt darin Auskunft über den Ort und dem Bewegungsziel einer Handlung. So kann man im Deutschen die Lokaladverbien, adverbios de lugar „woher“, „wohin“, „wo“ als Subjunktion und die Umstandsworte als Korrelate.
Die Lokalsätze (Protasis) geben darüber Auskunft: „Wo?“, „Wohin?“, „Woher?“ sich ein Sachverhalt oder Ereignis in einer Handlung in einem Hauptsatz (Apodosis) ereignet oder ereignen könnte oder welche Richtung die Geschehen nehmen oder nähmen. – Beispiel:
```
La gaceta está 
donde
 lo dejaste.
 
Die Zeitung ist 
wo
 sie du hinlegst.
[
5
]
```

Die wichtigsten lokalen Konnektoren sind im Spanischen:
| spanische Wörter             | deutsche Übersetzungen              |
| ---------------------------- | ----------------------------------- |
| adonde                       | wohin                               |
| donde                        | wo                                  |
| a otro lugar (sitio)         | an einem anderen Ort; anderswohin   |
| a ningún lugar (sitio)       | nirgendwohin; an keinem anderen Ort |
| a todos los lugares (sitios) | überallhin                          |
| allí; allá                   | dahin; dorthin                      |
| abajo                        | hinauf; hinunter; herunter          |
| arriba                       | hinauf; herauf                      |
| afuera                       | hinaus; heraus                      |
| adendro                      | hinein; herein                      |
| a otro lado                  | hinüber; herüber                    |
| adelante                     | vorwärts                            |
| cerca                        | nah                                 |
| lejos                        | weit                                |
| atrás; detrás                | hinten; nach hinten; rückwärts      |
| acá; aquí                    | hier                                |

| Satzteil 1                          | Satzteil 2                                    |
| ----------------------------------- | --------------------------------------------- |
| Protasis                            | Apodosis                                      |
| Nebensatz                           | Hauptsatz                                     |
| Oración subordinada                 | Oración principal                             |
| Antezendens                         | Konsequens                                    |
| „Vordersatz“                        | „Nach- oder Folgesatz“                        |
| Örtliche Bestimmung des Hauptsatzes | Geschehen des Hauptsatzes Lokalität, Richtung |
| Unabhängig                          | Abhängig                                      |
| Koordination                        | Subordination                                 |